# Alvania keenae
Alvania keenae är en snäckart som beskrevs av Gordon 1939. Alvania keenae ingår i släktet Alvania och familjen Rissoidae. Inga underarter finns listade i Catalogue of Life.